# مبصمة بطاقة الائتمان
مِصَبمة البطاقات المصرفية أو آلة نسخ معلومات بطاقات الائتمان (بالإنجليزية: credit card imprinter)، والمعروفة بالعامية الإنجليزية بإسم "ZipZap machine" أو "Knuckle Buster"، هي جهاز طباعة يدوي تستخدمه المحلات التجارية لتسجيل عمليات الشراء والدفع عبر بطاقات الائتمان قبل ظهور نقاط الدفع الإلكترونية مثل أجهزة الدفع بالبطاقة البنكية.

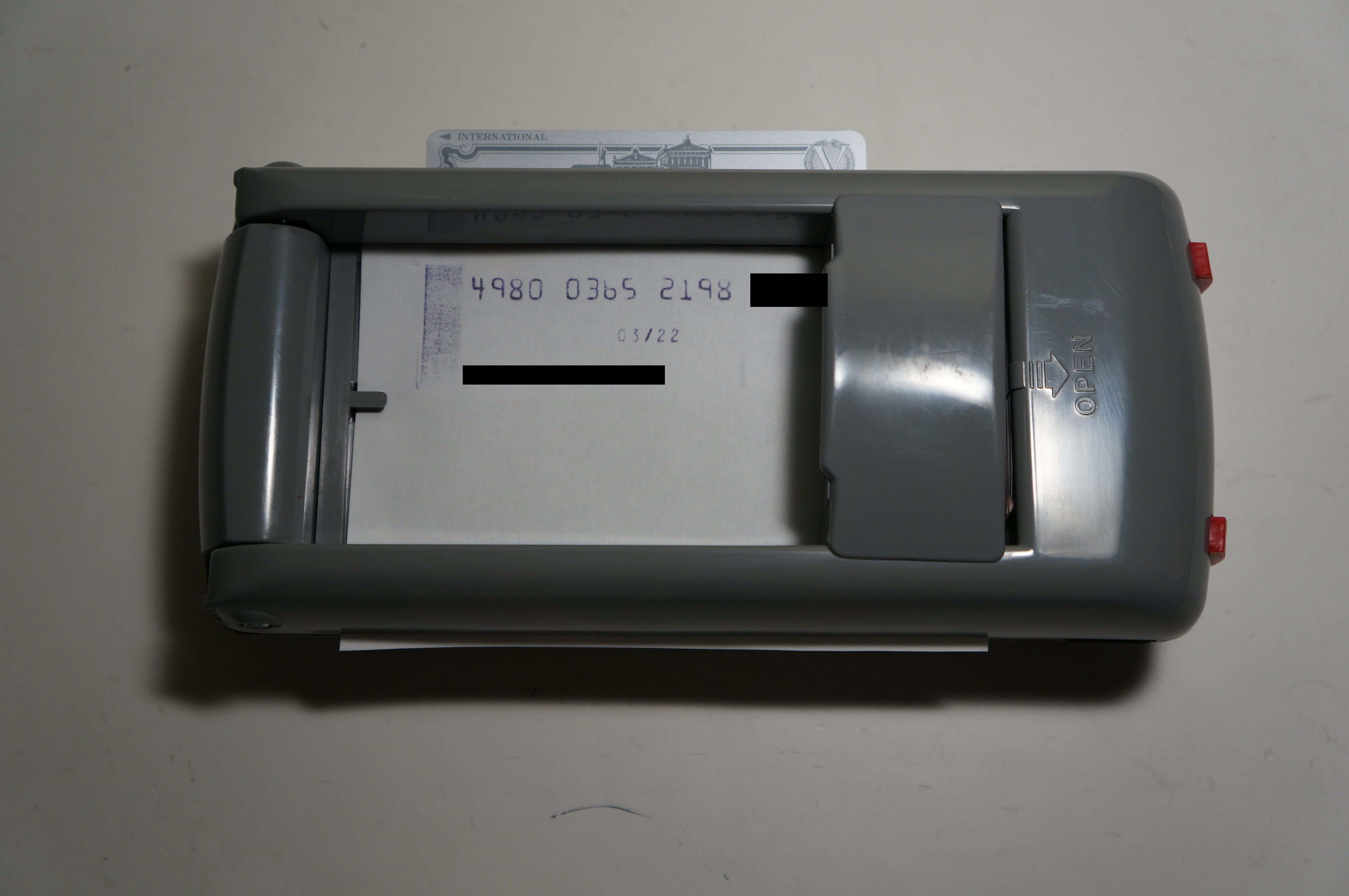
مبصمة بطاقات بنكية في وضع الطباعة حيث يوجد بطاقة في داخل الجهاز ويتم نسخ البيانات على ورقة كربونية.

يعمل الجهاز عن طريق وضع بطاقة ائتمان العميل في منطقة في الجهاز، ثم وضع شريحة من ورق الكربون فوق البطاقة البنكية. ليتم بعدها تمرير المقبض للخلف وللأمام على ورقة الكربون لتُطبع المعلومات المنقوشة على تلك البطاقة ومعلومات التاجر على آلة الطباعة. بعد ذلك يوقع العميل على هذه النماذج الورقية التي تم طباعتها، على أن تكون إحداها إيصال العميل والأخرى يحتفظ بها التاجر.

## تاريخ

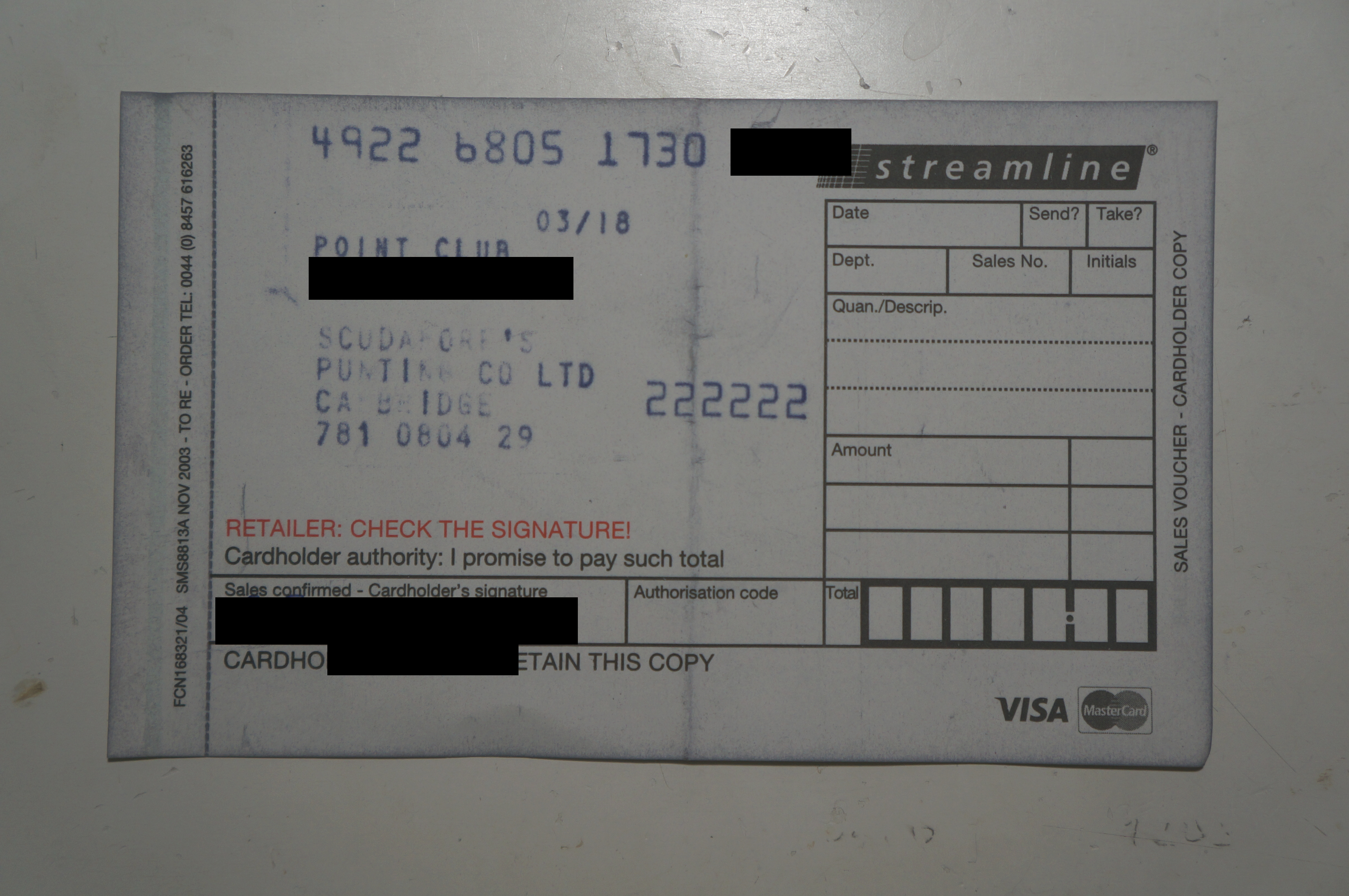
إيصال دفع تم طباعته عبر مبصمة بطاقات الائتمان حيث يظهر ان الجهاز قد طبع معلومات البطاقة البنكية (اللون الأزرق) وايضا معلومات التاجر في الأسفل.

استعمل التجار هذا الجهاز لتقديم خدمة الدفع عبر البطاقات البنكية لزبائنهم واستمرت هذه الأجهزة في الخدمة منذ ظهور بطاقات الدفع حتى الثمانينيات عندما بدأت نقاط الدفع الإلكترونية في استبدالها. ومع ذلك، استمر استعمالها بشكل جيد في العقد الأول من القرن الحادي والعشرين للأماكن التي كان الوصول إلى الشبكة فيها صعبًا، مثل المواقع المتنقلة مثل سيارات الأجرة والطائرات.